# Javier del Granado
Francisco Javier del Granado y Granado, né le 27 février 1913 à Cochabamba et mort le 15 mai 1996 dans la même ville, est un poète lauréat et enfant chéri de la Bolivie.

## Biographie
Né dans une famille aristocratique bénéficiant d’un riche héritage littéraire et humaniste, il passa la plus grande partie de sa jeunesse près d’Arani, dans le département de Cochabamba, Colpa-Ciaco, dans l’hacienda familiale, une propriété coloniale datant du XVIe siècle qui fut autrefois un couvent. Une vie tranquille, riche des joies de vivre à la campagne, influença grandement ses travaux, lesquels associent l’imagerie épique à une narration aux paysages bucoliques ainsi que des thèmes indigènes et l’utilisation, en sus de l’espagnol, de langues autochtones, principalement le quechua (langue des descendants des Incas). En raison de son intérêt pour les personnages populaires et l’utilisation de formes métriques traditionnelles, telles que la ballade ou le sonnet, son vaste registre poétique a été comparé à celui du proéminent homme de lettres mexicain Alfonso Reyes.
C'est le père du médecin, romancier et poète bolivien Alfonso del Granado (1938-).
Le poète bolivien fut largement reconnu et célébré, recevant une multitude d’honneurs nationaux et internationaux au cours d’une carrière qui s’étala sur plus d’un demi-siècle. Sa mort fut marquée par trois jours de deuil national, et ses funérailles furent un évènement d’État. La Bolivie lui a dédié deux avenues et une place en son honneur. Elle a également érigé un monument en sa mémoire.

## Distinctions
- Grand-croix de l'ordre d'Isabelle la Catholique

## Œuvres
Quelques-unes de ses œuvres sont :
- Rosas pálidas (1939)
- Canciones de la tierra (1945)
- Santa Cruz de la Sierra (1947)
- Cochabamba (1959)
- Romance del valle nuestro (1964)
- La parábola del águila (1967)

Javier del Granado, huile sur toile de Silvia Peñaloza.

- Antología poética de la flor natural (1970)
- Terruño (1971)
- Estampas (1975)
- Vuelo de Azores (1980)
- Canto al paisaje de Bolivia (1982)
- Cantares (1992)